# Arrêt Cadot
Pour les articles homonymes, voir Cadot.
L'arrêt Cadot est une décision du Conseil d’État rendue le 13 décembre 1889. Dans la lignée de la loi Gambetta de 1872 qui met fin à la justice retenue, cet arrêt abandonne la théorie du ministre-juge. Il affirme aussi la compétence de droit commun des juridictions administratives et du Conseil d’État pour connaitre des litiges concernant l'administration. C'est un des arrêts fondateurs du droit administratif actuel en France.

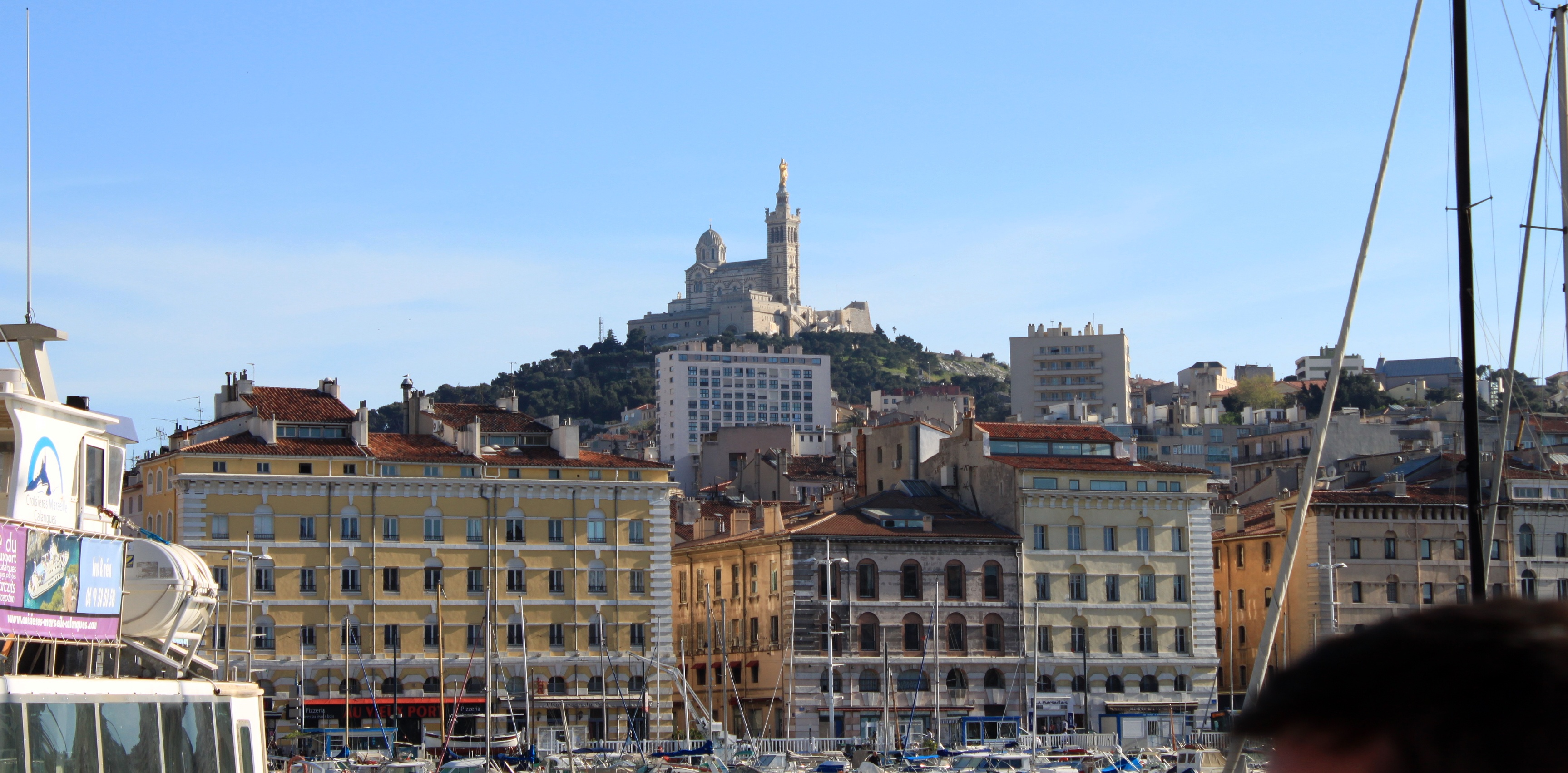
Ville de Marseille

## Faits et procédure
Le conseil municipal de la commune de Marseille avait pris un arrêté le 2 mars 1877, supprimant un emploi d'ingénieur de la voirie. Cet emploi était, jusqu'à cette date, occupé par M. Cadot. Ce dernier, s'estimant lésé par la suppression de poste causée par l'arrêté, décida d'agir en justice.

Charles Dupuy

M. Cadot saisit d'abord le tribunal de première instance de Marseille qui se déclare incompétent pour connaitre d'un litige concernant un acte d'une personne publique. Le plaignant se tourne alors vers le conseil de préfecture qui se déclare également incompétent. En 1889, les tribunaux de préfecture n'avaient qu'une compétence explicitement donnée par la loi. On appliquait encore la théorie du ministre-juge qui voulait que chaque ministre, en tant que chef hiérarchique de l'administration de son ministère, était le juge de droit commun des litiges concernant son administration. Aussi M. Cadot se tourna vers Charles Dupuy, le ministre de l'Intérieur, pour régler son litige. Ce dernier refusa à son tour. M. Cadot déposa donc un dernier recours devant le Conseil d’État le 15 janvier 1889.

## Problème de droit
Puisqu'en 1889, la compétence contentieuse du Conseil d’État n'était établie qu'en présence d'une loi explicite, la question primaire qui se posait au Conseil d’État était celle de sa compétence pour connaitre d'un tel litige. En effet, un droit administratif, exorbitant du droit commun, avait déjà été reconnu pour les litiges concernant l'administration dans la décision Blanco. Cependant, la compétence de droit commun pour juger de tels litiges était dévolue au ministre, selon la théorie du ministre-juge. Ainsi, il s'agissait de déterminer la compétence et donc le rôle du Conseil d’État dans un tel système. De plus, l'acceptation de sa compétence par le Conseil d’État aurait pour conséquence d'abandonner la théorie du ministre-juge et de faire du Conseil d’État le juge de droit commun du droit administratif.

## Solution juridique
Le Conseil d’État accepte finalement sa compétence pour juger l'affaire Cadot. Par ce choix, il met un terme à la théorie du ministre-juge et de la justice retenue qui était en place depuis la Révolution française. Ainsi, le Conseil d’État devient le juge de droit commun en droit administratif. Désormais les ministres ne seront plus des juges administratifs. Cette solution est une conséquence logique de la décision Blanco qui reconnaissait un droit exorbitant du droit commun aux litiges concernant une personne publique. En effet, cela écartait le juge civil pour connaitre de ces litiges et donc une place était laissée libre pour un autre juge : le Conseil d’État.